# Persone di cognome Washington
| Questa pagina contiene informazioni ricavate automaticamente dalle voci biografiche con l'ausilio del template Bio e di un bot. L'aggiornamento è periodico e automatico e ricostruisce completamente la pagina. Se manca una persona in questa lista, sei pregato di non aggiungerla, ma accertati piuttosto che la sua voce biografica contenga il template Bio e che i dati anagrafici siano correttamente compilati. Se il template Bio manca, inseriscilo tu stesso o, in alternativa, metti l'avviso {{tmp\|Bio}} che ne segnala la mancanza. Se i dati riportati sono sbagliati, correggi direttamente la voce biografica; le modifiche saranno visibili in questa lista entro pochi giorni. Per chiarimenti vedi il progetto antroponimi. La lista contiene solo le 85 persone che sono citate nell'enciclopedia e per le quali è stato implementato correttamente il template Bio. Pagina aggiornata al 23 lug 2025. |

Questa è una lista di persone presenti nell'enciclopedia che hanno il cognome Washington, suddivise per attività principale.

## Attori(3)
- Isaiah Washington, attore statunitense (Houston, n. 1963)
- Jascha Washington, attore statunitense (Contea di Kings, n. 1989)
- John David Washington, attore e ex giocatore di football americano statunitense (Los Angeles, n. 1984)

## Attori pornografici(1)
- Diesel Washington, attore pornografico statunitense (Brooklyn, n. 1976)

## Attrici(2)
- Hannah Washington, attrice statunitense (Los Angeles, n. 1923 - Los Angeles, † 1990)
- Kerry Washington, attrice statunitense (New York, n. 1977)

## Bassi(1)
- Paolo Washington, basso italiano (Firenze, n. 1932 - Firenze, † 2008)

## Calciatori(4)
- Alex Washington, calciatore americo-verginiano (n. 1995)
- Conor Washington, calciatore nordirlandese (Chatham, n. 1992)
- Dante Washington, ex calciatore statunitense (Baltimora, n. 1970)
- Taylor Washington, calciatore statunitense (New York, n. 1993)

## Cantanti(5)
- Ravyn Lenae, cantante statunitense (Chicago, n. 1999)
- Esther Phillips, cantante statunitense (Galveston, n. 1935 - Carson, † 1984)
- Dinah Washington, cantante statunitense (Tuscaloosa, n. 1924 - Detroit, † 1963)
- Megan Washington, cantante australiana (Port Moresby, n. 1986)
- Walter Washington, cantante e chitarrista statunitense (New Orleans, n. 1943 - New Orleans, † 2022)

## Cantautrici(1)
- Tamia, cantautrice e attrice canadese (Windsor, n. 1975)

## Cestiste(5)
- Coquese Washington, ex cestista e allenatrice di pallacanestro statunitense (Flint, n. 1971)
- Katherine Washington, cestista statunitense (Murfreesboro, n. 1933 - Murfreesboro, † 2019)
- Tonya Washington, ex cestista statunitense (Opp, n. 1977)
- Marian Washington, ex cestista e allenatrice di pallacanestro statunitense (West Chester, n. 1946)
- Ora Washington, cestista e tennista statunitense (Caroline County, n. 1898 - Filadelfia, † 1971)

## Cestisti(22)
- Bobby Washington, ex cestista e allenatore di pallacanestro statunitense (n. 1947)
- Desi Washington, cestista statunitense (Harrisburg, n. 1992)
- Don Washington, ex cestista statunitense (Washington, n. 1952)
- Eric Washington, cestista statunitense (Columbia, n. 1993)
- Jim Washington, ex cestista statunitense (Filadelfia, n. 1943)
- Kenny Washington, ex cestista e allenatore di pallacanestro statunitense (Beaufort, n. 1943)
- Stan Washington, ex cestista statunitense (Washington, n. 1952)
- Trooper Washington, cestista e allenatore di pallacanestro statunitense (Filadelfia, n. 1944 - McKeesport, † 2004)
- Bryce Washington, cestista statunitense (New Orleans, n. 1996)
- DeVaughn Washington, cestista statunitense (Virginia Beach, n. 1989)
- Derell Washington, ex cestista statunitense (Fort Knox, n. 1971)
- Deron Washington, ex cestista statunitense (Saint Louis, n. 1985)
- Duane Washington, ex cestista statunitense (Eschwege, n. 1964)
- Dwayne Washington, cestista statunitense (Brooklyn, n. 1964 - † 2016)
- Eric Washington, ex cestista statunitense (Pearl, n. 1974)
- Greg Washington, ex cestista statunitense (New York, n. 1987)
- Isaiah Washington, cestista statunitense (Manhattan, n. 1998)
- Kermit Washington, ex cestista e allenatore di pallacanestro statunitense (Washington, n. 1951)
- P.J. Washington, cestista statunitense (Louisville, n. 1998)
- Richard Washington, ex cestista statunitense (Portland, n. 1955)
- Tony Washington, cestista statunitense (Detroit, n. 1993)
- Tyrone Washington, ex cestista statunitense (St. Louis, n. 1976)

## Criminali(1)
- Raymond Washington, criminale statunitense (Los Angeles, n. 1953 - Los Angeles, † 1979)

## Discoboli(1)
- Anthony Washington, ex discobolo statunitense (Glasgow, n. 1966)

## Giocatori di football americano(17)
- Adolphus Washington, giocatore di football americano statunitense (Cincinnati, n. 1994)
- Ar'Darius Washington, giocatore di football americano statunitense (Shreveport, n. 1999)
- Brandon Washington, giocatore di football americano statunitense (Miami, n. 1988)
- Casey Washington, giocatore di football americano statunitense (Round Rock, n. 2001)
- Parker Washington, giocatore di football americano statunitense (Starkville, n. 2002)
- Cornelius Washington, giocatore di football americano statunitense (Hephzibah, n. 1989)
- Danny Washington, ex giocatore di football americano tedesco (n. 1985)
- Darnell Washington, giocatore di football americano statunitense (Las Vegas, n. 2001)
- Daryl Washington, giocatore di football americano statunitense (Dallas, n. 1986)
- Davion Washington, giocatore di football americano statunitense (Greenville, n. 1997)
- DeAndre Washington, giocatore di football americano statunitense (Dallas, n. 1993)
- Dewayne Washington, ex giocatore di football americano statunitense (Durham, n. 1972)
- Leon Washington, giocatore di football americano statunitense (Jacksonville, n. 1983)
- Lionel Washington, ex giocatore di football americano e allenatore di football americano statunitense (New Orleans, n. 1960)
- Malik Washington, giocatore di football americano statunitense (Lawrenceville, n. 2001)
- Mark Washington, ex giocatore di football americano statunitense (Chicago, n. 1947)
- Montrell Washington, giocatore di football americano statunitense (Canton, n. 1999)

## Giuristi(1)
- Bushrod Washington, giurista statunitense (Contea di Westmoreland, n. 1762 - Filadelfia, † 1829)

## Inventori(1)
- George Washington, inventore statunitense (Courtrai, n. 1871 - Mendham Township, † 1946)

## Militari(5)
- Augustine Washington, militare britannico (Contea di Westmoreland, n. 1694 - Ferry Farm, † 1743)
- Jakob von Washington, militare olandese (L'Aia, n. 1778 - † 1848)
- John Washington, militare e politico inglese (Tring, n. 1631 - Contea di Westmoreland, † 1677)
- Lawrence Washington, militare e politico statunitense (Virginia, n. 1718 - Mount Vernon, † 1752)
- Lawrence Washington, militare e politico statunitense (Bridges Creek, n. 1659 - Warner Hall, † 1698)

## Modelle(1)
- Eugena Washington, modella statunitense (Columbia, n. 1984)

## Pallavoliste(1)
- Haleigh Washington, pallavolista statunitense (Denver, n. 1995)

## Parolieri(1)
- Ned Washington, paroliere statunitense (Scranton, n. 1901 - Beverly Hills, † 1976)

## Politici(3)
- Craig Anthony Washington, politico statunitense (Longview, n. 1941)
- George Washington, politico e generale statunitense (Bridges Creek, n. 1732 - Mount Vernon, † 1799)
- Walter Washington, politico statunitense (Dawson, n. 1915 - Washington, † 2003)

## Rapper(2)
- Hussein Fatal, rapper statunitense (Montclair, n. 1973 - Contea di Banks, † 2015)
- Plies, rapper statunitense (n. 1976)

## Religiosi(1)
- Lawrence Washington, religioso britannico (Sulgrave, n. 1602 - Brington, † 1653)

## Sassofonisti(1)
- Kamasi Washington, sassofonista, compositore e arrangiatore statunitense (Los Angeles, n. 1981)

## Tenniste(1)
- Mashona Washington, ex tennista statunitense (Flint, n. 1976)

## Tennisti(1)
- MaliVai Washington, ex tennista statunitense (Glen Cove, n. 1969)

## Velociste(2)
- Ariana Washington, velocista statunitense (Signal Hill, n. 1996)
- Demetria Washington, ex velocista statunitense (Fayetteville, n. 1979)

## Velocisti(1)
- Tyree Washington, ex velocista statunitense (Riverside, n. 1976)